# Goldenhill
Goldenhill är en ort i distriktet Stoke-on-Trent, i grevskapet Staffordshire i England. Goldenhill var en civil parish 1894–1922 när blev den en del av Stoke on Trent. Civil parish hade 5 046 invånare år 1921.